# Gjárfoss
Gjárfoss – nieduży wodospad znajdujący się w dolinie Gjáin (isl. Jar) na południu Islandii.
Można się do niego dostać po około półgodzinnej wędrówce od leżącego w pobliżu dworku Stöng.